# 7799 Martinšolc
7799 Martinšolc è un asteroide della fascia principale. Scoperto nel 1996, presenta un'orbita caratterizzata da un semiasse maggiore pari a 2,2627408 UA e da un'eccentricità di 0,0351321, inclinata di 3,74686° rispetto all'eclittica.